# Le Corsaire de la reine
Pour plus de détails, voir Fiche technique et Distribution.
Le Corsaire de la reine (Il dominatore dei 7 mare) est un film italo-américain réalisé par Rudolph Maté et Primo Zeglio et sorti en 1963.

## Synopsis
Les aventures du célèbre corsaire Francis Drake, entre Nouveau-Monde et Angleterre, au service de la reine Élisabeth Ire.

## Fiche technique
- Titre : Le Corsaire de la reine
- Titre original : Il Dominatore dei 7 mari
- Réalisation : Rudolph Maté et Primo Zeglio
- Scénario : Filippo Sanjust
- Photo : Giulio Gianini
- Musique : Franco Mannino
- Décors : Nicola Cantatore
- Costumes : Filippo Sanjust
- Montage : Franco Fraticelli
- Pays d'origine :  États-Unis |  Italie
- Langue de tournage : anglais
- Producteur : Paolo Moffa
- Sociétés de production : Adelphia Compagnia Cinematografica
- Société de distribution : Metro-Goldwyn-Mayer
- Format : couleur par Eastmancolor — 2.35:1 CinemaScope —  Son mono (Westrex Recording System) — 35 mm
- Genre : aventures
- Durée : 102 min
- Dates de sortie : 
  -  France : 3 juillet 1963

## Distribution
- Rod Taylor  (VF : Jean-Claude Michel) : Sir Francis Drake
- Keith Mitchell (VF : Gabriel Cattand)  : Malcolm Marsh
- Edy Vessel  (VF : Arlette Thomas) : Arabella Ducleau
- Mario Girotti : Babbington
- Basil Dignam  (VF :  Jean Michaud) : Sir Francis Walsingham
- Anthony Dawson : Lord Burleigh
- Gianni Cajafa  (VF : Henri Djanik) : Tom Moore
- Irene Worth : Élisabeth Ire
- Arturo Dominici  (VF : Jean-François Laley) : Don Bernardino de Mendoza
- Esmeralda Ruspoli : Mary d'Ecosse
- Umberto Raho  (VF : Jean-Henri Chambois) : Roi Philippe d'Espagne
- Jacopo Tecchio (VF : René Beriard)  :Garcia
- Gianni Solaro (VF : Michel Gudin et Serge Nadaud) :Amiral Medina
- Bruno Ukmar (VF :  Serge Lhorca ) :Emmanuel, le portugais
- et avec les voix françaises de : Lucien Bryonne (capitaine Winter), Roger Rudel (soldat balafré), Albert Augier(messager de la reine), William Sabatier (william Cardigan), Jean Berton (homme à la cour), Emile Duard